# Abzugswiderstand
Der Abzugswiderstand oder Abzugsgewicht ist die Kraft, die aufgewendet werden muss, um bestimmte Mechaniken in Gang zu setzen.

## Abzugswiderstand in der Zahnmedizin
In der Zahnmedizin bezeichnet der Abzugswiderstand die Kraft, die bei klebrigen Speisen den Haltekräften einer Zahnprothese entgegenwirken.

## Abzugswiderstand in der Textiltechnik
Abzugswiderstand (auch Fadenabzugswiderstand) bezeichnet in der Textiltechnik die Kraft, die aufgewandt werden muss, um einen Schussfaden von der Rolle abzuziehen.

## Abzugswiderstand in der Fischereitechnik
Bissanzeiger die beim Angeln genutzt werden, verfügen über einen einstellbaren Abzugswiderstand, mit dem die Sensibilität der Geräte eingestellt wird.

## Abzugswiderstand in der Waffentechnik
In der Waffentechnik ist der Abzugswiderstand die Kraft, die ein Schütze aufwenden muss, um den Abzug zu bewegen und den Schuss auszulösen. Mit speziellen Abzugsgewichten kann der genaue Wert dieser Kraft ermittelt werden. Weil beim Betätigen des Abzuges mit dem Zeigefinger die Muskulatur des Unterarms gebraucht wird, kann daraus eine geringe Drehung der Hand resultieren, die die Schusspräzision stört. Daher wird für Sport- und Präzisionsgewehre ein möglichst geringer Abzugswiderstand angestrebt. Aus Sicherheitsgründen dürfen je nach Anwendung bestimmte Abzugsgewichte nicht unterschritten werden. Näheres regelt beispielsweise das Regelwerk des Deutschen Schützenbundes. In der Forensik werden Abzugswiderstände von Waffen untersucht, um Erkenntnisse zu Tathergängen zu erhalten.

## Abzugswiderstand bei Fallen
Bei Abzugeisen wird der Abzugswiderstand auf den jeweiligen Köder der Falle eingestellt. Bei Mardereisen werden Abzugswiderstand und Abzugsgewicht auf ein Hühnerei eingestellt. Dieser Fallentyp ist international bekannt – in Deutschland findet er kaum noch Verwendung.